# Paratylotropidia beutenmuelleri
Paratylotropidia beutenmuelleri är en insektsart som beskrevs av Morse 1907. Paratylotropidia beutenmuelleri ingår i släktet Paratylotropidia och familjen gräshoppor. Inga underarter finns listade i Catalogue of Life.